# Вільям Генрі Плейфер
Вільям Генрі Плейфер (англ. William Henry Playfair) — один з найбільших шотландських архітекторів XIX століття.
Народився у високоосвіченій родині. Батько його був також архітектором, його дядьками були Джон Плейфер, відомий математик, і Вільям Плейфер, економіст.
У 1817 вступає до Единбурзького університету.
У 1824 спільно з Чарльзом Робертом Кокереллом створює на пагорбі Колтон-Хілл в Единбурзі Національний монумент Шотландії - меморіал, присвячений пам'яті шотландців, які загинули в Наполеонівських війнах.
Працював над облаштуванням Нового міста. У 1827-1828 будує церкву св. Стефана на площі св. Стефана в Единбурзі.
У 1830-1832 створює будівлі Королівського хірургічного коледжу і в 1846-1850 - Нового коледжу (обидва - в Единбурзі).
Двома найбільш відомими спорудами, зведеними за проектами Плейфера, є будівлі Національної галереї Шотландії та Королівської Академії Шотландії, розташовані в центральній частині Единбурга. Також брав участь у будівництві будівлі Міської обсерваторії Единбурга.

## Роботи Плейфера

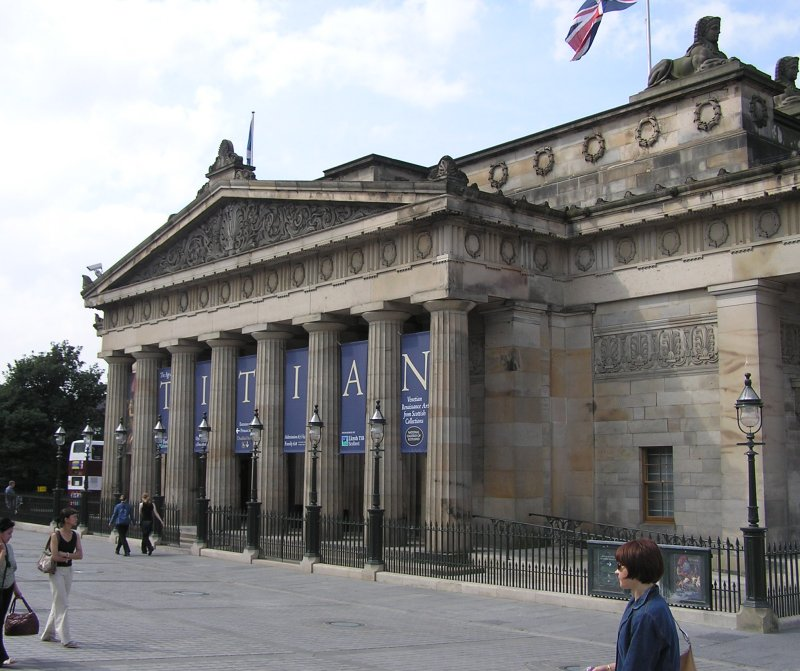
Королівська шотландська академія (1850)
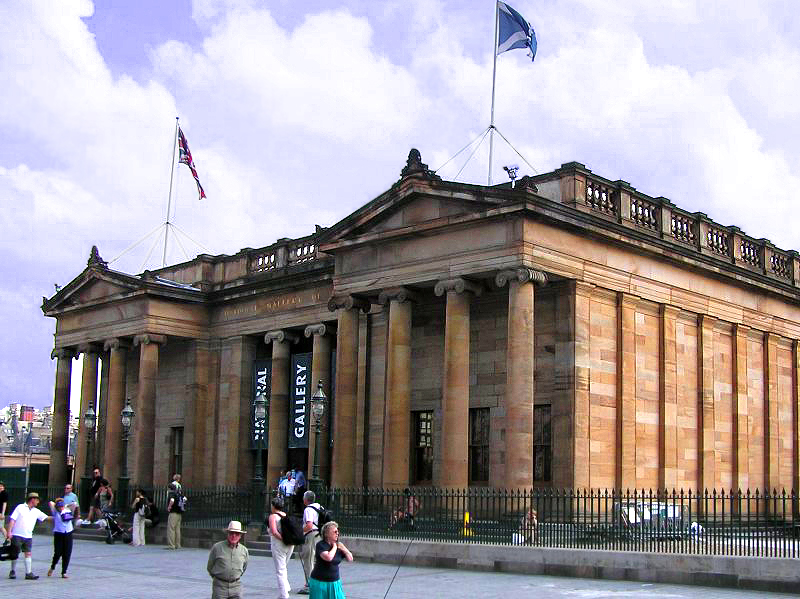
Національна галерея Шотландії
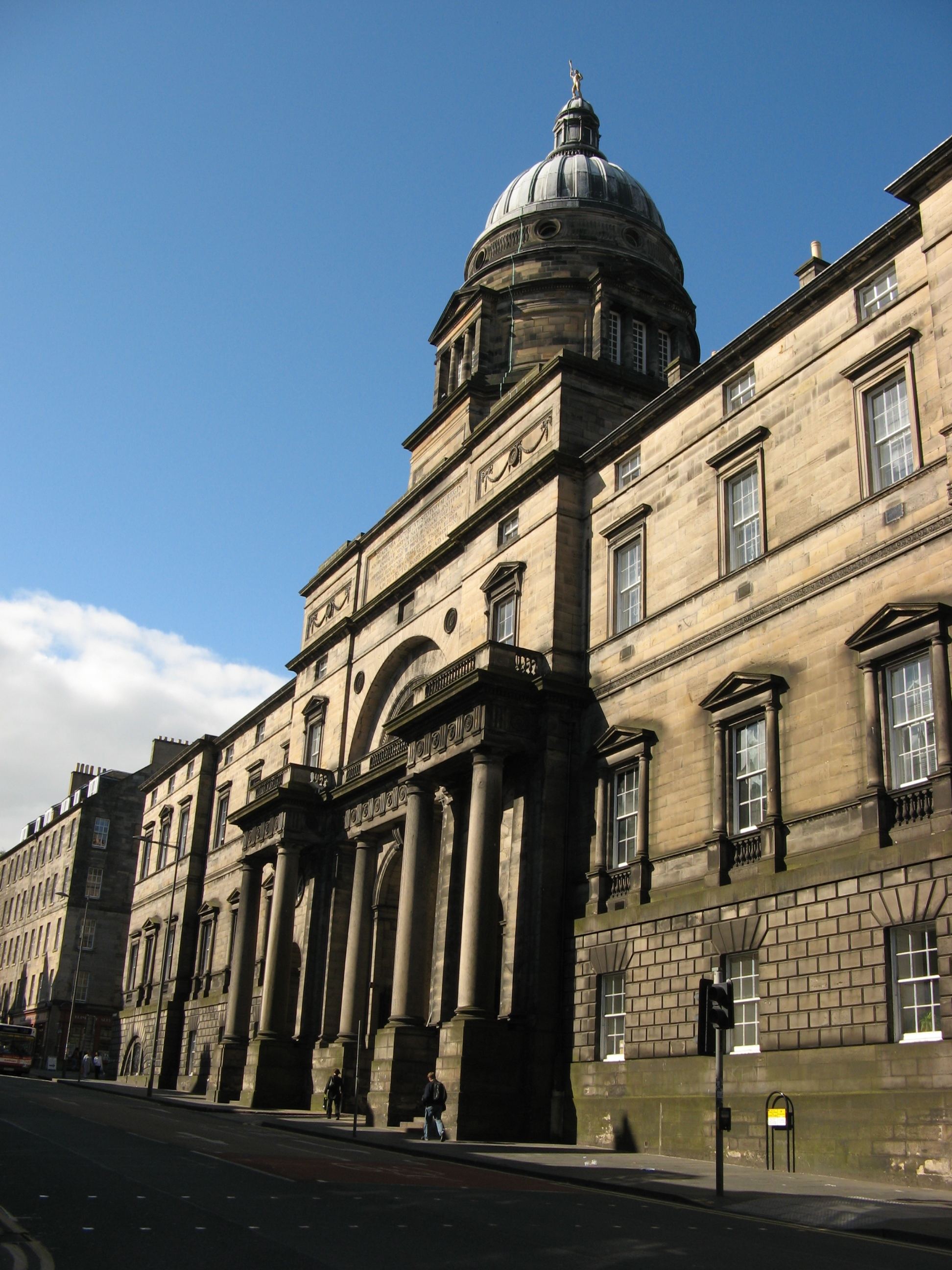
Старий Коледж (Єдинбурзький університет)
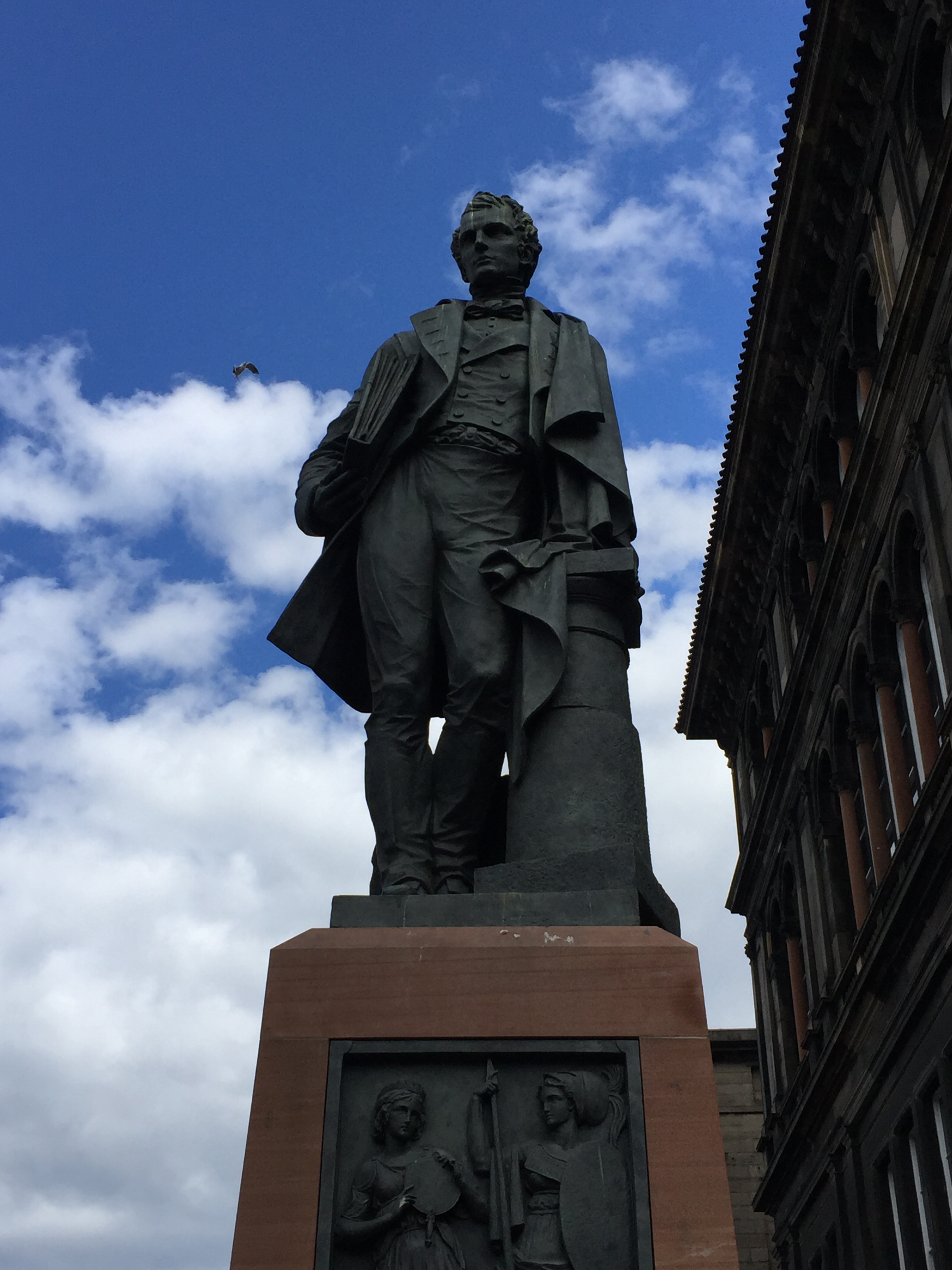